# 王庄街道
王庄街道是中国福建省福州市晋安区下辖的一个街道。

## 行政区划
王庄街道下辖以下地区：
华美社区、乐东社区、紫阳社区、砌池社区、紫新社区、五里亭社区、福马社区、大名城社区和鼎屿社区。